# صادق ميخو

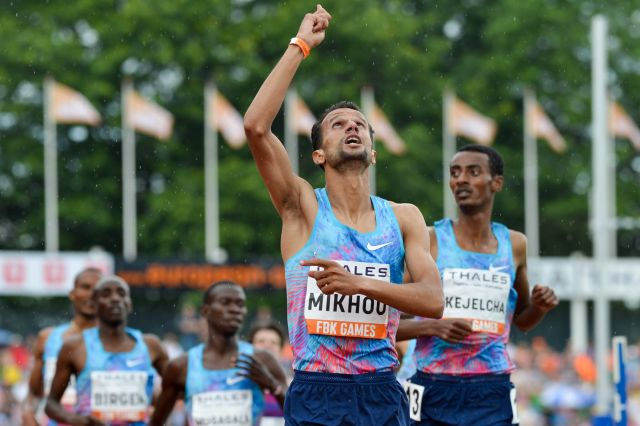
صادق ميخو في عام 2017.

صادق ميخو (ولد في 25 يوليو 1990) هو عداء مسافات متوسطة بحريني الجنسبة مغربي المولد. بدأ في تمثيل البحرين من عام 2015. تنافس في بطولة العالم لألعاب القوى 2017 واحتل المركز السادس. بالإضافة إلى ذلك فاز بالذهب في دورة ألعاب التضامن الإسلامي 2017.

## المسابقات الدولية
| العام       | المسابقة                     | المكان                | المركز     | حدث        | ملاحظة     |
| مثل المغرب  | مثل المغرب                   | مثل المغرب            | مثل المغرب | مثل المغرب | مثل المغرب |
| ----------- | ---------------------------- | --------------------- | ---------- | ---------- | ---------- |
| 2013        | البطولة العربية لألعاب القوى | الدوحة، قطر           | 3          | 1500 متر   | 3:40.81    |
| مثل البحرين |                              |                       |            |            |            |
| 2017        | ألعاب التضامن الإسلامي       | باكو، أذربيجان        | 1          | 1500 متر   | 3:36.64    |
| 2017        | بطولة العالم لألعاب القوى    | لندن، المملكة المتحدة | 6          | 1500 متر   | 3:35.81    |

## الأرقام القياسية

### في الهواء الطلق
- 800 متر – 1:46.55 (الرباط 2014)
- 1000 متر – 2:22.28 (الرباط 2011)
- 1500 متر – 3:31.34 (هينغيلو 2017)
- 3000 متر – 7:39.02 (باريس 2016)
- 10 كيلومتر – 28:05 (الدوحة 2017)